# تپه مرجان
تپه مرجان مربوط به دوره آل بویه- دوره سلجوقیان است و در شهرستان ورامین، حاشیه کویری جنوب ورامین واقع شده و این اثر در تاریخ ۱۲ بهمن ۱۳۸۱ با شمارهٔ ثبت ۷۴۲۹ به‌عنوان یکی از آثار ملی ایران به ثبت رسیده است.